# Хукер-Крик (аэропорт)
Аэропорт Хукер-Крик (англ. Hooker Creek Airport) — небольшой региональный аэропорт, расположенный в местечке Ладжаману в 557 км от ближайшего крупного населённого пункта — города Кэтрин, Северная территория, Австралия. Этот аэропорт обслуживает город Хукер Крик. Неподалёку также находятся города Орд-Ривер, Бейнс, Холс Крик, Лейк-Аргайл, Кунунарра, Уиндхэм, Теннант Крик, и аэропорты Калкурунг, Вейв Хилл, Инверуэй, Кэттл-Крик, Лимбунья, Маунт Сэндфорд, Камфилд, Киркимби.
В него не совершаются на постоянной основе перелёты гражданских авиакомпаний, и долететь в этот аэропорт можно только с помощью воздушного такси, заказанных самолётов или военной авиации. Но поблизости располагаются иные аэропорты, в которые можно долететь регулярными рейсами.